# Reishauer
Reishauer ist ein Schweizer Werkzeugmaschinenbauer mit Sitz in Wallisellen, der Wälzschleifmaschinen für die Verzahnung von Zahnrädern herstellt.

## Geschichte

### Gründung als Werkzeugmacher (ab 1788)
Das Unternehmen wurde 1788 von dem Werkzeugschmied Hans Jakob Däniker als Handwerksunternehmen in Zürich gegründet. Dänikers Sohn Gottfried Reishauer machte seine Ausbildung zum Werkzeugschmied im Geschäft und übernahm 1824 die Leitung. 1870 wurde das Unternehmen offiziell als Werkzeugfabrik registriert. 1882 wurde die Aktiengesellschaft für Fabrikation Reishauer’scher Werkzeuge gegründet und das Portfolio wurde neben Gewindeschneidwerkzeugen um Gewindelehren erweitert.

### Der Schritt zum Maschinenbauer (ab 1924)
Da die Gewindeschleifmaschinen, die es derzeit auf dem Markt gab, den Anforderungen von Reishauer nicht entsprachen, entwarfen sie ab 1924 eine eigene Gewindeschleifmaschine. Die RK Gewinde nahm 1928 die Arbeit in der Fabrik auf und markierte den Schritt zum Maschinenbauer. 1931 wurde die erste selbstgebaute Maschine zum Schleifen von Gewindebohrern in Betrieb genommen. Bald begann Reishauer, die Maschinen nicht nur für den eigenen Bedarf zu produzieren, sondern auch an andere Unternehmen zu verkaufen. So konnte das Unternehmen in den Jahren nach 1929 den sinkenden Werkzeugbedarf überbrücken.

### Einführung des Wälzschleifverfahrens und Aufstieg zum internationalen Unternehmen (ab 1945)

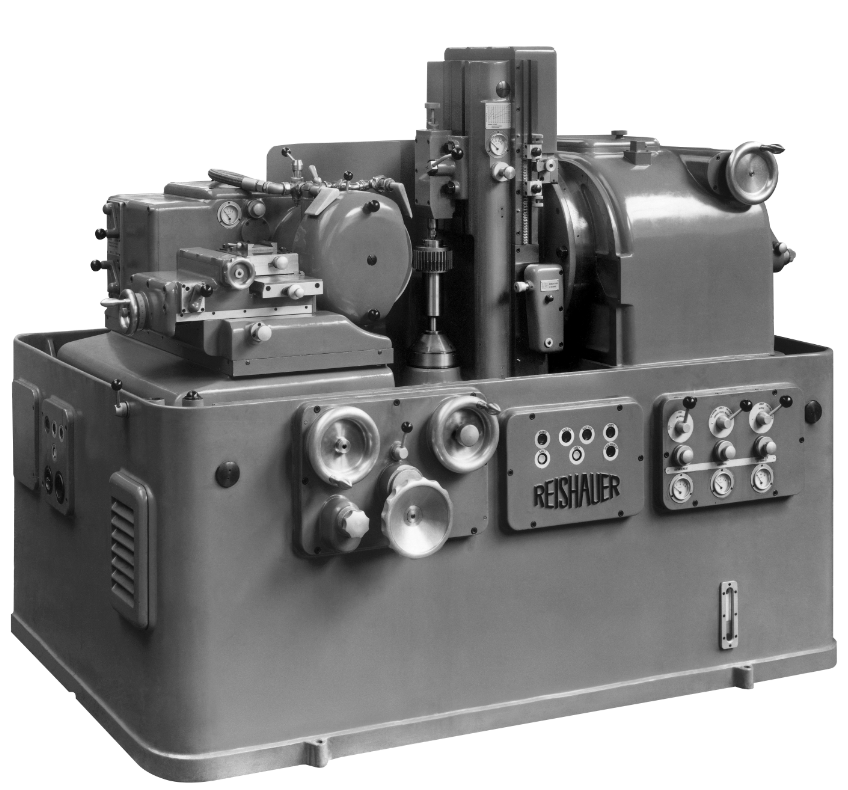
Wälzschleifmaschine der Marke Reishauer aus dem Jahr 1945

1945 kam die erste Zahnflankenwälzschleifmaschine ZA auf den Markt, mit der das Wälzschleifen, das heute sogenannte Reishauer-Verfahren, eingeführt wurde. Dieser Maschine war eine 15-jährige Entwicklungszeit vorausgegangen, da Reishauer eine genauere, schnellere und kostengünstigere Herstellungsweise für Zahnräder finden wollte.
1968 wurde mit der AZA eine neue Wälzschleifmaschine produziert, die auf dem gleichen Verfahren beruhte, jedoch dank geringerem Bedienaufwand erlaubte, dass eine Person mehrere Maschinen gleichzeitig bedienen konnte. Damit machte Reishauer den ersten Schritt zur Automatisierung des Wälzschleifverfahrens. Gleichzeitig wurde die Produktion ausgeweitet auf Zahnräder nicht mehr nur für Maschinenbau, sondern auch für Druckmaschinen, Lastkraftwagen, Traktoren und Pumpen. 
Die 1977 mit der RZ300E eingeführte elektronische Wälzkopplung gewährleistete eine Präzision, die den Anforderungen der Flugzeugindustrie entsprach. 
1986 wurde mit der RZ301S aus dem Wälzschleifen das Shift-Schleifen entwickelt, das gleichbleibende Schleifkräfte und eine höhere Profilgenauigkeit ermöglichte. Mit der RZ362A, der ersten Hochleistungswälzschleifmaschine, gelang 1993 der Einstieg in die Automobilindustrie, und das Low Noise Shifting (LNS) Verfahren wurde eingeführt, mit dem ungewünschte Getriebegeräusche reduziert werden konnten. 
1998 wurde die eigene Diamantwerkzeugproduktion begonnen, und der Grundstein für das eigene Leistungssystem, den Circle of Competence, gelegt.

### Universalmaschine und Technologische Weiterentwicklung (ab 2001)

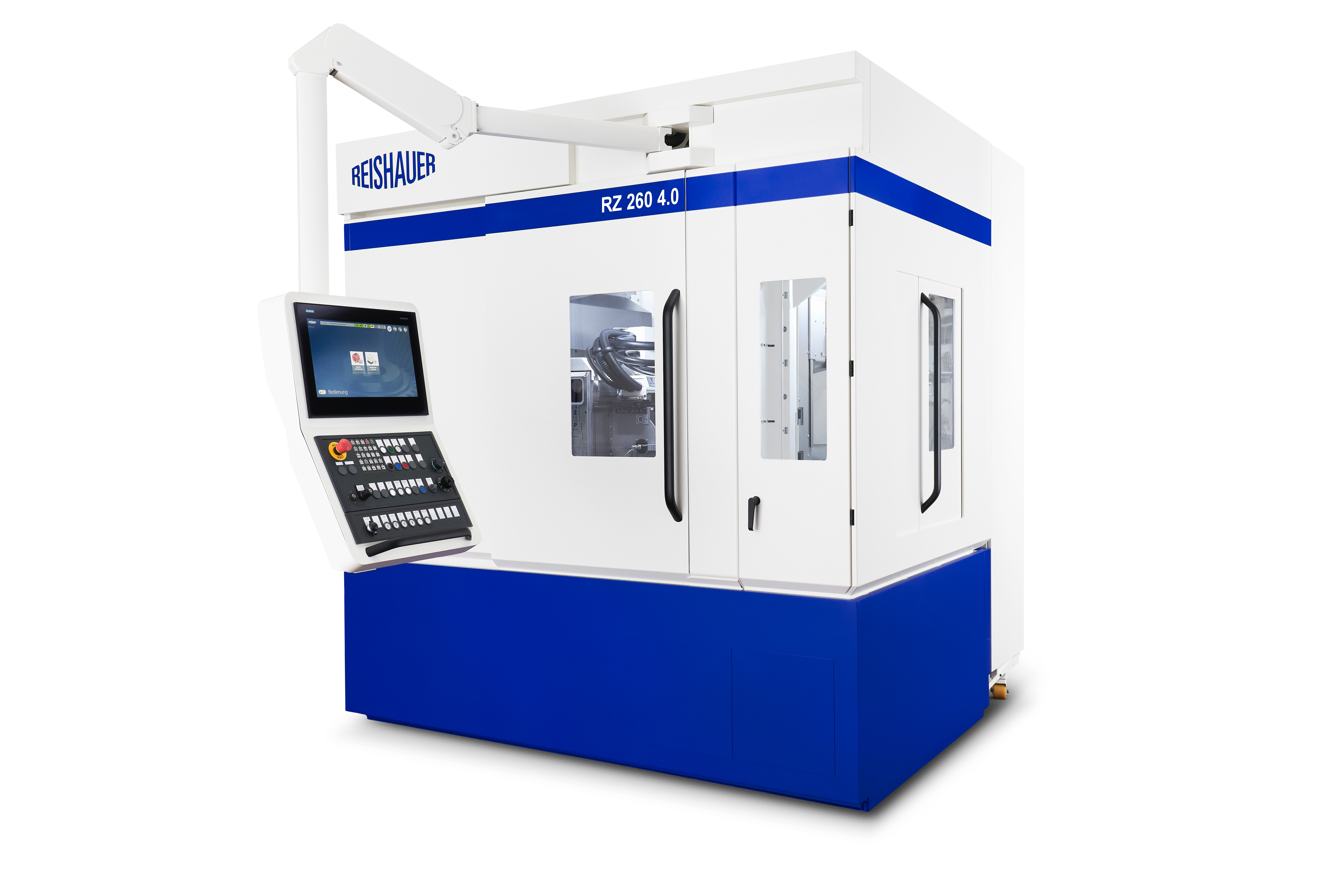
Wälzschleifmaschine RZ 260 4.0

2001 kam mit der RZ400 die erste Universalmaschine auf den Markt, die das von Reishauer entwickelte Wälzmodul mit Störgrößenunterdrückung und hoher Antriebssteifigkeit beinhaltete, ebenso wie eine Windows-Benutzeroberfläche, Sicherheitsüberwachung der Antriebsachsen und das Schleifen mit 63 m/s Schnittgeschwindigkeit und mehrgängiges Abrichten und Schleifen ermöglichte. 
Mit der 2003 entwickelten RZ150 und der Zweispindel-Technologie gelang eine erneute Steigerung der Produktivität. Die Maschine wurde speziell für PKW-Getriebeteile konzipiert. 2006 kam die RZ1000 auf den Markt, die genau wie die RZ400 zuvor besonders in Job Shops Anklang fand.
Im Jahr 2008 begann Reishauer mit der Produktion von Schleifscheiben und baute dafür in Pfaffnau ein neues vollautomatisiertes Werk. 2009 wurde die RZ60er Reihe (RZ60, 160, 260) konzipiert, die sich hauptsächlich an die Automobilindustrie, aber auch an Job Shops richtete, und die Produktivität des Reishauer-Verfahren weiter steigerte. 
2010 begann Reishauer mit der Entwicklung von Spannmitteln, die 2012 auf den Markt kamen. 2014 wurde die Reishauer-Automation als Teil des eigenen Leistungssystems eingeführt. Basierend auf dem bestehenden und erfolgreichen Maschinenkonzept wurde die vollständig vernetzbare RZ x60 4.0 Serie sowie die KWS Serie mit einer kleinen Schleifschnecke entwickelt und im Jahr 2020 lanciert.

## Unternehmensstruktur
Die Reishauer AG ist eine Tochtergesellschaft der Reishauer Beteiligungen AG, zu der seit 2010 auch die deutsche Felsomat AG gehört. Die wichtigsten Kunden sind die Automobilbranche und deren Zulieferer. Reishauer hat Niederlassungen in Deutschland, Frankreich, Japan, China und den USA.

## Produkte
Reishauer stellt Wälzschleifmaschinen sowie Diamant- und CBN Werkzeuge zum Abrichten und Schleifen, Spannsysteme und Automatisierungslösungen her. Dabei kommen alle Komponenten aus einer Hand mit mehr als 80 % Fertigungstiefe. Maschinen werden spezifisch für den jeweiligen Kunden konzipiert und gebaut. Reishauer bietet Komplettsysteme für die Fertigung hochwertiger Zahnräder an, die auch Be- und Entladesysteme für die Verzahnungsschleifmaschinen beinhalten. Die Produkte werden fast zu 100 % an Unternehmen im Ausland exportiert.
Als Circle of Competence bezeichnet Reishauer das eigene Leistungssystem, in welchem Reishauer als direkter Bezugspunkt aller relevanten Anforderungen im entsprechenden Fachgebiet für den Kunden gilt.

### Digitale Produkte
Das ARGUS Monitoring System markiert das erste umfängliche, digitale Produkt von Reishauer, welches auf der EMO 2019 präsentiert und im Folgejahr lanciert wurde. ARGUS überwacht und bewertet Abricht- und Schleifprozess in Echtzeit. Über die ARGUS WebApp können Prozess- und Komponentenanalysen durchgeführt werden. Eine Frequenzbewertung erkennt nach Angaben des Unternehmens potentiell geräuschkritische Zahnräder und schleust diese unverzüglich das dem Wertschöpfungsprozess aus. 
Im September 2023 wurde die myReishauer-Applikationsplattform vorgestellt. Diese diene als direkter Zugang für Kunden von Reishauer zu digitalen Produkten und eLearning-Inhalten von Reishauer.